# Jan Engberg
Jan Engberg (* 1962) ist ein dänischer Linguist. Er lehrt an der zur Universität Aarhus gehörenden Aarhus School of Business and Social Science im Department of Business Communication in den Bereichen Translation, kognitive Linguistik und Kommunikation. Als Fachübersetzer und Lektor liegen seine Forschungsschwerpunkte in der Beziehung zwischen Sprache und Bedeutung in der Rechtssprache.

## Biografie
Als Student der Aarhus School of Business erhielt Engberg 1990 einen MA-Abschluss in Germanistik und 1995 einen Ph.D. in Linguistik.
Engberg war als Gastdozent und -forscher an vielen europäischen Universitäten tätig, darunter die Universität Hamburg, die Universität Leipzig, die Universität Graz und die Brooklyn Law School in New York. In den 90er-Jahren war Engberg als Beiratsmitglied in der Gesellschaft für angewandte Linguistik e. V. (GAL) tätig. Er ist Mitglied der Redaktionsleitung der Zeitschrift FACHSPRACHE - International Journal of Specialized Communication, die zweimal jährlich mit Beiträgen auf Englisch, Deutsch, Französisch und Spanisch erscheint. Außerdem ist er Mitherausgeber der Zeitschriften Hermes und LSP Journal.

## Forschung
Die Untersuchungsschwerpunkte Engbergs liegen in der Forschung zu Textsorten und -genres im wissenschaftlichen Bereich. Dazu gehören sowohl kognitive Aspekte des Diskurses in verschiedenen Wissensbereichen und die Beziehung zwischen Fachwissen und Textformulierung als auch Grundlagenforschung in der fachsprachlichen Kommunikation. Seine Forschung konzentriert sich besonders auf die Kommunikation und Übersetzung im Bereich der Rechtssprache. Dazu kommen andere wissenschaftliche Bereiche wie die Kommunikation im Forschungsfeld des Klimawandels. Außerdem ist Engberg führend in der Forschung im Bereich der Multimodalität und der Verbreitung akademischen Wissens.
Engberg ist Mitinitiator des Netzwerks RELINE - Legal Linguistics Network an der Universität Kopenhagen, welches die Interaktion zwischen Recht und Sprache als Untersuchungsgegenstand hat und eine Vernetzung aller daran beteiligten Bereiche anstrebt.
Aktuelles Forschungsprojekt: „Mehrsprachigkeit und akademische Textkompetenz. Entwicklungen von Maßnahmen zur Förderung und empirischer Überprüfung akademischer Textkompetenz“ unter der Leitung von Carmen Heine (Aarhus) und Dagmar Knorr (Hamburg).

## Publikationen (Auswahl)
- C. D. Maier, Jan Engberg: The Multimodal Evolution of Narrator's Types and Roles in Research Genres. 27. Juni 2012.
- Peter Lang: Current Trends in LSP Research: Aims and Methods. Hrsg.: Margarethe Petersen, Jan Engberg (= Linguistic Insights. Band 144). Peter Lang AG, Internationaler Verlag der Wissenschaften, Bern 2012, ISBN 978-3-0343-1054-3 (englisch, Online [abgerufen am 6. Juli 2017]).
- Vijay K. Bhatia, Christopher N. Candlin, Jan Engberg (Hrsg.): Legal Discourse across Cultures and Systems. Hong Kong University Press, Hong Kong 2008, ISBN 962-209-852-5 (Online [abgerufen am 6. Juli 2017]).
- Jan Engberg: Languages for Specific Purposes. In: K. Brown (Hrsg.): Encyclopedia of Language and Linguistics. 2. Auflage. Pergamon Press, Oxford 2006 (englisch).
- Wie man aus Eiern Marmelade macht: Von der Translationswissenschaft zur Transferwissenschaft. In: Susanne Göpferich, Jan Engberg (Hrsg.): Qualität fachsprachlicher Kommunikation (= Forum für Fachsprachen-Forschung). Band 66. Gunter Narr, 2004, ISSN 0939-8945.